# Ginette Bournigal
Ginette Bournigal Socías de Jiménez es una destacada socióloga y política dominicana. Ha sido Gobernadora, Diputada y Senadora de la provincia de Puerto Plata. Militó en el Partido Reformista Social Cristiano, posteriormente pasó a las filas del Partido Revolucionario Dominicano y por último al Partido Revolucionario Moderno.

## Biografía
Nació en Montecristi el 27 de agosto de 1950, hija del destacado médico Otto Bournigal y Lidia Socías. Por parte de madre, su abuela Ana Mercedes Jiménez Álvarez era de ascendencia colonial canaria, mientras que su abuelo materno José Sebastián Socías Acosta era hijo de un inmigrante mallorquín y una canaria; su abuelo materno era primo hermano de su abuela paterna América Nuñez Acosta, quién era de ascendencia canaria, por lo que sus progenitores son primos segundos. Su abuelo paterno Julio Louis Bournigal Perret-Gentil nació en Puerto Plata y era hijo de los inmigrantes franceses Julia Perret-Gentil y Louis Bournigal, este último oriundo de Alès y era empleado de una compañía francesa de telégrafos y se radicó en la República Dominicana para las labores de instalación de un cable submarino que conectase Puerto Plata con Cuba.
Contrajo matrimonio con Miguel Ángel Jiménez Messón el 26 de julio de 1969 con quién procreó tres hijos. Posteriormente vivió un breve tiempo en Puerto Rico donde completó sus estudios de sociología en la Universidad de Ponce.
Su esposo fue un alto dirigente del Partido Reformista Social Cristiano ocupando el cargo de Secretario Estado de Obras Públicas y Comunicaciones desde 1977 al 1978; y también fue Senador de la República por la provincia de Puerto Plata en dos ocasiones consecutivas, en los períodos: 1982—1986 y 1986—1990. Ambos fueron cercanos colaboradores del presidente Joaquín Balaguer.
Es el único caso en la historia política dominicana en que ambos esposos (Jiménez—Bournigal) ocuparan dos veces la plaza de senador por la misma provincia del país.
Ocupó la curul en el Senado de la República Dominicana representando a la provincia de Puerto Plata desde 1998 hasta el 2002, inmediatamente después fue nombrada por Hipólito Mejía como Gobernadora Provincial de la misma demarcacíon hasta el 2004. Posteriormente ocupó la curul en la Cámara de Diputados de la República Dominicana representando la provincia de Puerto Plata desde el 2016 hasta el 2020. Finalmente ocupó la curul en el Senado de la República Dominicana nuevamente desde el 2020 en sustitución de José Ignacio Paliza.